# Dyskeratoza
Dyskeratoza (łac. dyskeratosis) – patologiczne rogowacenie pojedynczych komórek w warstwach nabłonka wielowarstwowego płaskiego, w których fizjologicznie rogowacenie nie występuje (w warstwach poniżej warstwy rogowej). Jest charakterystyczną cechą histologiczną niektórych chorób skóry, np. choroby Dariera.